# Pajaro, California
Pajaro, California (енгл. Pajaro) насељено је место без административног статуса у америчкој савезној држави Калифорнија.

## Демографија
По попису из 2010. године број становника је 3.070, што је 314 (-9,3%) становника мање него 2000. године.
| Група             | 2000.         | 2010.         |
| Белци             | 126 (3,7%)    | 105 (3,4%)    |
| Афроамериканци    | 16 (0,5%)     | 15 (0,5%)     |
| Азијати           | 51 (1,5%)     | 53 (1,7%)     |
| Хиспаноамериканци | 3.189 (94,2%) | 2.889 (94,1%) |
| Укупно            | 3.384         | 3.070         |